# John Syng Dorsey

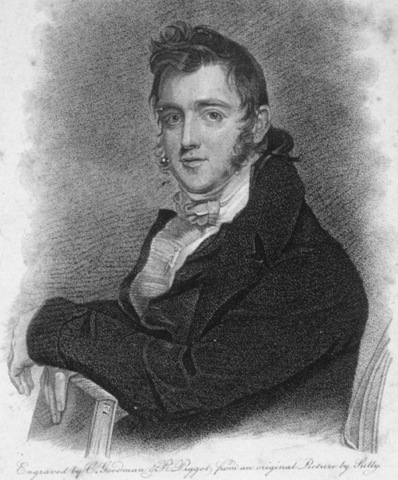
John Syng Dorsey

John Syng Dorsey (* 23. Dezember 1783 in Philadelphia; † 12. November 1818 ebenda) war ein US-amerikanischer Chirurg und Hochschullehrer in Philadelphia. Er schrieb mit Elements of Surgery das erste amerikanische Lehrbuch für Chirurgie. Trotz seiner historischen Bedeutung und trotz reicher Quellen ist er sowohl in Europa als auch in den Vereinigten Staaten kaum bekannt.

## Leben
Der Mittelname Syng bezieht sich auf Dorseys Onkel Philip Syng Physick (1768–1837), der in Philadelphia den ersten chirurgischen Lehrstuhl der Vereinigten Staaten innehatte und als „Vater der amerikanischen Chirurgie“ gilt. Im Alter von elf Jahren assistierte Dorsey ihm bei der Entfernung eines Harnsteins. Physick betraute seinen Neffen mit den Operationsberichten. Mit 14 Jahren protokollierte Dorsey – präzise und anschaulich – die plastische Deckung eines verletzungsbedingten Ulcus cruris. Mit 19 Jahren hatte er alle von der Universität vorgeschriebenen Kurse absolviert, zwei Jahre vor der Mindestzeit. Auch seine Doktorarbeit für den M.D. hatte er fertiggestellt.

### Besuch Europas
Da er für eine eigene Arztpraxis zu jung war, reiste er im Oktober 1803 nach Europa. In London hörte er unter anderem den Chemiker Humphry Davy – der leider nicht von seiner Erfahrung mit Lachgas erzählte; Dorsey hätte sie wahrscheinlich klinisch umgesetzt und der Welt 50 Jahre ohne Narkose erspart. In Paris begegnete er unter anderem Joseph-Ignace Guillotin, den er als „ehrwürdig aussehenden älteren Mann und alten Freund von  Dr. Franklin“ beschrieb.

„Was die französische Chirurgie angeht, so habe ich nichts von ihr gelernt. Die Krankenhäuser sind groß, aber nicht so sauber wie es wünschenswert ist. Von all den grausamen Operationen, deren Zeuge ich wurde, hat mir keine soviel Qualen bereitet wie jene (Moxibustion), die Dubois bei Tic douloureux durchführte.“

An Bord des Seglers Old Tom kehrte er nach Amerika zurück.

### Philadelphia
Am 25. Oktober 1804 landete er in Hampton Roads. In seiner Heimatstadt eröffnete er umgehend eine Praxis. Noch keine 24 Jahre alt, wurde er 1807 von der University of Pennsylvania zum Honorarprofessor ernannt. Mit seinem Onkel hielt er Vorlesungen. Die Vorlesungen halfen ihm eine Sprachstörung zu überwinden und verschafften ihm 1809 ein Einkommen von 1.000 Dollar; 2.200 Dollar erhielt er aus der ärztlichen Tätigkeit.
Auf den Lehrstuhl für Anatomie berufen, meinte er in seiner Antrittsvorlesung am 2. November 1818:

„Der Mensch wird zu Recht als das perfektionierte Tier betrachtet; doch einige der unter ihm stehenden Arten von Tieren übertreffen ihn. Er kann weder mit den Adlern gen Himmel steigen noch mit den mit Flossen ausgestatteten Rudeln durch die Tiefen der Ozeane pflügen. Sein Geruchssinn ist weniger scharf als der des Windhundes, sein Auge weniger durchdringend als das des Falken. In der Stärke ist ihm der Elefant überlegen, in Behendigkeit das Rentier. Die Gründe sind offensichtlich: Seine geistigen Kräfte machen solche Fähigkeiten überflüssig und ordnen sie doch seinem Kommando unter.“

Noch am Abend desselben Tages überkam Dorsey Fieber, wahrscheinlich durch Typhus. Zehn Tage später starb er mit knapp 35 Jahren.

### Elements of Surgery

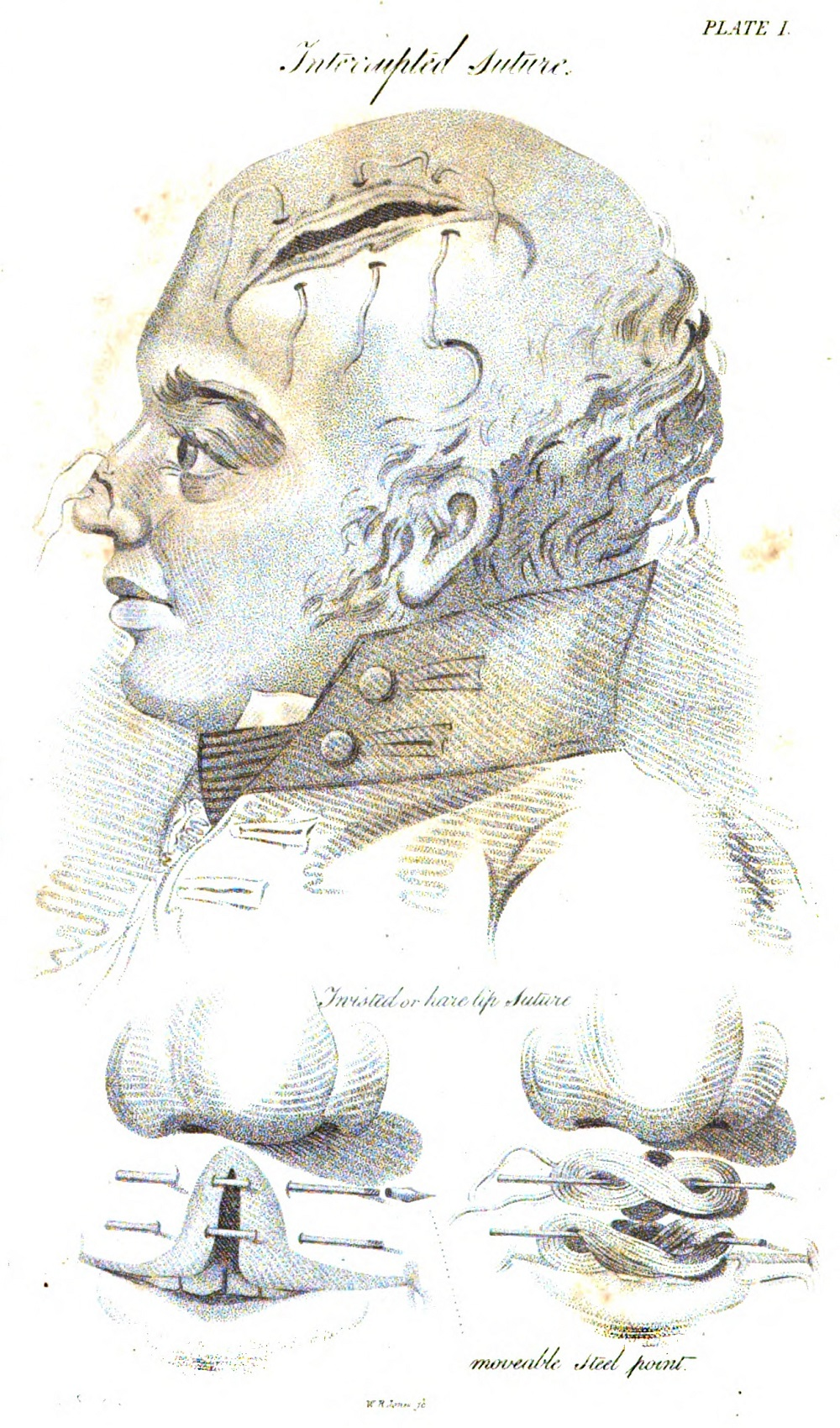
Illustration aus der 2. Ausgabe von Elements of Surgery (1818)

Philadelphia hatte zwei medizinische Hochschulen mit fast 500 Studenten. Für angehende Ärzte und Chirurgen war die Stadt die wichtigste Ausbildungsstätte in Amerika. Wohl auch deshalb wandte Dorsey sich mit seinem zweibändigen Buch Elements of Surgery an Studenten. Über viele Jahre war es das einzige Lehrbuch an amerikanischen Universitäten. 1818 und 1828 erschienen mehrere Neuauflagen.

### Familie
Dorsey heiratete 1807 Maria Ralston, Tochter eines wohlhabenden Geschäftsmannes. Aus der Ehe gingen zwei Töchter und der Sohn Robert hervor. Eine Nachfahrin ist Bessie Gardner (1864–1949), die 1887 Alfred I. du Pont heiratete.

### Ehrungen
1814 wurde er zum Mitglied der American Philosophical Society gewählt.

## Nachlass
Dorseys Vorlesungen, Krankengeschichten und Liquidationen sind erhalten.
An Bessie Gardner kamen auch Dorseys Gedichte mit Notizen von Robert Dorsey.

## Weitblick
„Ein Amerikaner, auch wenn er bei der Produktion einer solch elementaren Veröffentlichung unter manchen Nachteilen arbeitet, ist in einer Hinsicht besser qualifiziert als ein europäischer Chirurg. Er ist zumindest –  oder sollte es sein  – strikt neutral und übernimmt von allen Ländern deren jeweilige Errungenschaften. Großbritannien und Frankreich standen bei der Kultivierung der Chirurgie in der allerersten Reihe; aber ihr Mangel an philosophischer Höflichkeit und Offenheit hat in mancherlei Hinsicht dem Fortschritt sehr geschadet. Einige der besten Schriften von Desault sind nie ins Englische übersetzt worden und die von John Hunter sind auf dem Kontinent unbekannt oder werden missachtet. Der sich von den Schlachtfeldern bis in die Wissenschaft erstreckende Geist einer feindseligen Rivalität kann nicht ohne nachteiligen Einfluss auf die praktische Chirurgie bleiben.“

## Werke

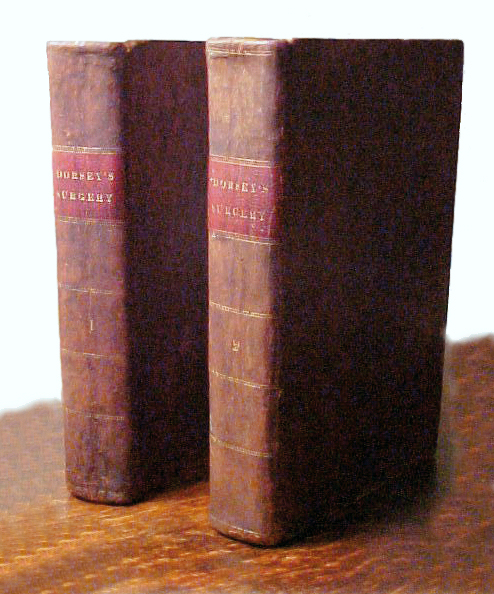
Originalausgabe der Elements of Surgery

- mit Samuel Cooper: A dictionary of practical surgery : containing a complete exhibition of the present state of the principles and practice of surgery, collected from the best and most original sources of information, and illustrated by critical remarks. Philadelphia 1810.
- Elegiac poem, on the death of Dr. Benjamin Rush : professor of the institutes and practice of medicine and of clinical practice in the University of Pennsylvania ; who fell a victim to the prevailing typhus fever, on the 19th of April, 1813. Philadelphia 1813.
- Miscellaneous manuscripts, 1816.
- Account of a large wen, successfully exstirpated by John Syng Dorsey, M. D. Read, Transactions of the American Philosophical Society 1 (1817), S. 19.
- Inguinal aneurysm cured by tying the external iliac artery in the pelvis. Philadelphia 1811.
- Syllabus or heads of lectures on the materia medica : delivered in the University of Pennsylvania. Philadelphia 1817.
- Elements of surgery, for the use of students. Philadelphia 1813. (Digitalisat Band 1, Band 2)
- Daybooks 1805–1817.